# ジョン・ボーフォート (初代サマセット伯)

庶子時代の紋章

嫡出子とされた後の紋章

初代サマセット伯ジョン・ボーフォート（John Beaufort, 1st Earl of Somerset, KG, 1371年頃 - 1410年3月16日）は、イングランドの貴族。百年戦争末期のイングランドの名門貴族ボーフォート家の始祖。
エドワード3世の男系王孫で父はエドワード3世の息子のランカスター公ジョン・オブ・ゴーント、母は3番目の妻キャサリン・スウィンフォード。ヘンリー・ボーフォート枢機卿、エクセター公トマス・ボーフォートは同母弟、ウェストモーランド伯ラルフ・ネヴィル妃ジョウン・ボーフォートは同母妹であり、ランカスター朝を興したヘンリー4世は異母兄、テューダー朝の始祖ヘンリー7世は曾孫に当たる。

## 生涯
1371年頃、エドワード3世の四男ジョン・オブ・ゴーントと愛人（後に結婚）キャサリン・スウィンフォードの間に4人兄弟の最初の子として誕生した。王族ではあったが妾腹の子（庶子）という出自から、出生地であるフランス、アンジューのボーフォール城（Château de Beaufort）から姓をとって臣籍降下した。
後の1390年に父が従兄のリチャード2世に働きかけて、ボーフォートの兄弟が私生児ではなく合法的な子である事を宣言させた。ただしその条件として、後々の内紛を避けるために、ボーフォートの兄弟とその子孫は王位継承権を持たないというただし書きが付けられた。この時の宣言は恐らく公式記録に残らない「私的談話」だったらしく、父は1397年1月に改めて同様の内容・条件で「議会宣言」の形で公表させている。この月の終わりに恐らく子供達が嫡子と認められたためだろうが、それまで別々に暮らしてきた両親は結婚している。1407年には、異母兄のヘンリー4世もまたボーフォート家の子孫が王位継承権を持たない事を確認している。
この議会宣言を契機にボーフォートは王親貴族として公式に認められる。だが後に栄進するボーフォート一族に対して敵意をむき出しにしたヨーク公リチャードとの争いが薔薇戦争に発展し、結局はボーフォートの子孫の1人がヘンリー7世として王位につくまで続いた事を考えると、この議会宣言がその後の大量の流血と破壊をもたらした原因とも言えよう。
私生児から貴族として認められたジョン・ボーフォートは瞬く間に立身出世を重ねていく。まず彼は1397年2月10日にサマセット伯に列せられ、同年9月28日にはリチャード2世の異父兄で第2代ケント伯トマス・ホランド（en）の娘マーガレット（en）と結婚した。その2日後にはドーセット侯（Marquess of Dorset）に列せられ、ガーター勲章まで受勲している。
ただし、さすがにこれは出世をし過ぎたという事で、異母兄のヘンリー4世がランカスター朝を開いた1399年に侯爵位からは降格させられている。その後伯爵ではあったが、1404年はイングランド武官長（Constable of England）に在任していた。
1410年3月16日に聖キャサリン病院（Hospital of St. Katherine-by-the-Tower, London）で死去、遺体はカンタベリー大聖堂の聖マイケル礼拝堂に埋葬された。

## 子女
ジョンには6人の子供がいて、子供たちの代で公爵に昇格した。
- ヘンリー（1401年頃 - 1418年11月25日） - 第2代サマセット伯
- ジョン（1404年3月25日（洗礼） - 1444年5月27日） - 第3代サマセット伯、初代サマセット公。マーガレット・ボーフォートの父、ヘンリー7世の祖父。
- トマス（1405年頃 - 1432年） - ペルシュ伯
- ジョウン（1404年頃 - 1445年7月15日） - スコットランド王ジェームズ1世と結婚
- エドムンド（1406年頃 - 1455年5月22日） - 第2代サマセット公
- マーガレット（1409年頃 - 1449年） - 第5代デヴォン伯トマス・ド・コートネイと結婚

## 脚註
1. 1 2  森、p. 179
2. 1 2  Weir, p. 103
3. 1 2  Weir, p. 104